# Michel Charette
Pour les articles homonymes, voir Charette.
Michel Charette, né le 2 février 1970 à Montréal, est un acteur, dramaturge et metteur en scène québécois.

## Biographie
Michel Charette est diplômé du Conservatoire d'art dramatique de Montréal, promotion 1992. Dès sa sortie, il participe à une tournée de théâtre pour enfants pendant trois ans, où il acquiert une expérience scénique.
Initialement attiré par une carrière d’humoriste durant son adolescence, il partage un duo comique avec l’historien Éric Bédard avant de se tourner définitivement vers le métier d’acteur.
Depuis ses débuts, Michel Charette s’impose comme l’un des acteurs québécois les plus présents à la télévision, au théâtre et au cinéma. Il se fait d'abord remarquer dans des séries jeunesse comme Blanche, Chambres en ville, Radio Enfer et Watatatow.
À la télévision, il accède à une plus large notoriété grâce à son interprétation de Jean-Lou « le Hot-Dog » Duval dans Radio Enfer, puis de Léopold « Popol » Ouellet dans la franchise Les Boys, tant au cinéma qu’à la télévision,.
Son rôle de Bruno Gagné dans la série policière District 31 (2016-2021) contribue fortement à asseoir sa popularité auprès du grand public,,. Après cette série, il incarne François Plante dans Le Bonheur diffusée sur TVA,.
En parallèle de sa carrière d'acteur, Michel Charette développe des projets d’écriture, notamment pour le théâtre avec son ami et complice François Chénier, avec qui il a signé plusieurs pièces,.
En 2024, il entame la tournée de son premier spectacle d'humour solo Charette sur scène : 64 % authentique, le reste..., une création nourrie d'anecdotes personnelles et mise en scène par François Chénier,.
Après avoir traversé une période d'épuisement professionnel en 2024, il prévoit effectuer un retour sur scène en 2026 en incarnant Léopold dans À toi, pour toujours, ta Marie-Lou de Michel Tremblay au Théâtre du Rideau Vert.

## Filmographie

### Télévision
- 1993 - Embrasse-moi, c'est pour la vie : Homme Tandem
- 1993 - Blanche : Thibeault
- 1993 - Les Grands Procès : Spectateur
- 1994 - Lubie : Bill
- 1994 - Le Sorcier : Jean-Marie, débardeur
- 1994 - 1996 - Chambres en ville : Samuel
- 1995 - 1999 - Radio Enfer : Jean-Lou « Le Hot-Dog » Duval
- 1996 - 2000 - Watatatow : Benjamin Fortier
- 1997 - Les Bâtisseurs d'eau : Gérard
- 1998 -  Jamais sans amour : L'Obsession : Charlot
- 1998 - La Petite Vie : un livreur / Ti-Bob
- 2001 - Rivière-des-Jérémie : Le Pic
- 2001 - 2003 - Max Inc. : Max Aucoeur
- 2005 - Détect.inc. : Maillet
- 2005 - Cover Girl : Julien Berger
- 2006 - Il était une fois dans le trouble : Guillaume
- 2007 - René Lévesque : Jean Garon
- 2007 - 2011 - Les Boys : Léopold
- 2008 - Fais ça court! : Fermé pour l’hiver et Le Jour où j'ai tué mon frère
- 2009 - Lance et compte: Le Grand Duel : William Jasmin
- 2009 - Les 15 ans de La Petite Vie
- 2010 - Musée Éden : Jérôme Boileau
- 2011 - 2016 - 30 vies : Éric Pothier
- 2016-2020 : Les Pays d'en haut : Ovide Ruisselet
- 2016-2021 : District 31 : Bruno Gagné, sergent-détective - homicides
- 2021 - : Le Bonheur : François Plante[9]
- 2023 : Haute démolition : Sylvain Delorme

### Cinéma
- 1994 - C'était le 12 du 12 et Chili avait les blues de Charles Binamé : Garçon (15 ans)
- 1995 - L'Enfant d'eau de Robert Ménard : Firmin
- 1996 - Pudding chômeur de Gilles Carle : Rigolo
- 1996 - L'Homme perché (moyen métrage) de Stefan Pleszczynski : Hugues
- 1997 - Les Boys de Louis Saia : Léopold
- 1998 - Les Boys 2 de Louis Saia : Léopold
- 1998 - Le Cœur au poing de Charles Binamé : Un camionneur
- 1999 - Suzie (court métrage) de Robin Aubert : Corneille
- 1999 - Souvenirs intimes de Jean Beaudin : Julius
- 2000 - Hochelaga de Michel Jetté : Bof
- 2001 - Les Boys 3 de Louis Saia : Léopold
- 2001 - Cadillac clown (moyen métrage) de Robin Aubert : Buzz
- 2002 - Les Dangereux de Louis Saia : Marco Jobin
- 2004 - Trois p’tits coups (court métrage) de Mariloup Wolfe : Jacquelin
- 2005 - Les Boys 4 de George Mihalka : Léopold
- 2007 - Princesse Isabelle (court métrage) de Alexis Duceppe : Richard Dufresne (policier)
- 2010 - À l'origine d'un cri de Robin Aubert : Sylvain, le beau-frère

## Récompenses et nominations

### Récompenses
En 2020, il remporte le prix Gémeaux dans la catégorie Meilleur premier rôle masculin : série dramatique annuelle pour son rôle de Bruno Gagné dans District 31. 